# Société populaire de Nantes
Les Sociétés populaires de Nantes sont des clubs patriotiques établis à Nantes pendant la Révolution française. Ils étaient l'équivalent des actuels partis politiques attachés à soutenir et propager l'idéal révolutionnaire jusqu'au niveau local.
Les deux principales sociétés populaires furent la Société des amis de la constitution (ou club de la Halle), la société des amis de la Révolution (ou club du Port-Communeau, puis club Vincent-la-Montagne).
Les autorités révolutionnaires nantaises leur confièrent des missions de police. Elles furent ainsi chargées de recueillir les dénonciations et procédèrent aux arrestations des suspects, elles prélevèrent l'impôt sur les riches, elle procédèrent à la surveillance et à l'épuration de toutes les administrations.
Après la chute de Robespierre le 9 thermidor an II (28 juillet 1794), ces sociétés populaires de Nantes comme toutes les sociétés et clubs révolutionnaires de France subirent une profonde épuration. Elles disparurent sous le Directoire.

## Les sociétés populaires
Les sociétés populaires sont un peu l'équivalent des actuels partis politiques. Au-delà de leur action de propagande, il leur fut confié des missions de police. Le contemporain Bourdon de l'Oise les décrit comme « Une collection d'hommes qui, semblables aux moines, se choisissent entre eux »[réf. nécessaire]. Les plus engagées des sociétés populaires furent l'âme de la Révolution.
À Nantes, leur rôle fut prépondérant. On distingue trois sociétés nantaises :
- la Société des amis de la constitution ou club de la Halle, qui porte le nom du Club des Jacobins parisien ;
- la Société des amis de la Révolution ou club du Port-Communeau, devenue en 1793 la Société Vincent-la-Montagne ;
- le club des Récollets, le moins connu des trois, qui se tient dans le couvent du même nom (le long de l'actuelle rue des Récollets, dans le quartier des Ponts, sur l'actuelle île de Nantes).

## Le clivage entre la Société des amis de la constitution et celle des amis de la Révolution
Entre les deux sociétés le clivage n'est pas immédiat. Certes, le club de la Halle rassemble les élites de la cité ; certes le club de Port-Communeau est plus représentatif des petits métiers, de la boutique, des emplois publics subalternes. Mais jusqu'au printemps 1793, elles accordent leurs violons. Souvent même elles rivalisent dans le républicanisme le plus intransigeant. L'insurrection paysanne de mars 1793 a pour effet immédiat de resserrer les liens entre les deux sociétés. « Adresses », « déclarations » sont concertées et souvent publiées en commun. La chute des Girondins (2 juin 1793) et l'insurrection de leurs partisans à travers tout le pays précipitent le divorce. Très rapidement le club de la Halle perd de son influence. Une fois ses principaux orateurs empêchés de s'exprimer, le nombre de ses adhérents diminue rapidement. Beaucoup passent à Vincent-la-Montagne, club résolument montagnard. La plupart des transfuges sont des opportunistes, une minorité passe d'un club à l'autre par conviction.

## LaSociété des amis de la constitutionde Nantes (Club de la Halle)
La Société des amis de la constitution  fut le cénacle politique dominant jusqu'à l'été de 1792. À la Société des amis de la constitution cotisent, siègent et parlent, les « gens de mérite » de la ville. Les ténors s'appellent Pierre Coustard, Hugues, Hardouin, Mellinet l'Aîné, Peccot fils, Villenave. Stéphane Zweig dans sa biographie sur Joseph Fouché cite ce dernier comme Président du club des amis de la constitution de Nantes. Le club, « modéré », attire beaucoup de monde, à preuve ses changements successifs de locaux : le couvent des Capucins, puis la salle Mirabeau (salle située place Delorme, alors baptisée « place Mirabeau ») et, enfin, début 1793, la halle aux grains (quai Brancas, à l'emplacement de l'actuel square Fleuriot-de-Langle) d'où son appellation de « Club de la Halle ». Si l'on s'en tient au rapport de Pierre Philippeaux, la fermeture du club de la Halle a dû avoir lieu le 9 octobre 1793.

## La Société des amis de la Révolution
La Société des amis de la Révolution est la rivale de la Société des amis de la constitution. Elle est de faible effectif et de petite audience à ses débuts, enfle peu à peu. Elle aussi pérégrine, salle du Port-Communeau, couvent des Cordeliers, puis l'église Saint-Vincent sécularisée et achetée par le club pour 21 000 livres. On y trouve toute la fine fleur de la sans-culotterie nantaise, Pierre Chaux, Jean-Jacques Goullin, Forget, Pierre Robin, O'Sullivan, Aimable Joseph Meuris, Michel Moreau-Grandmaison... Fin 1793, la Société des amis de la Révolution prendra le nom de Vincent-la-Montagne.

## La société Vincent-la-Montagne
Fin 1793, Vincent-la-Montagne reste la seule société populaire de Nantes. Trop à l'étroit dans sa petite église Saint-Vincent (détruite depuis, elle se trouvait sur l'actuelle place Saint-Vincent), elle change de local et s'installe non loin de là, à deux pas de la prison du Bouffay, dans l'église Sainte-Croix. La société n'en conserve pas moins son nom et le garde jusqu'à sa dissolution. La société populaire Vincent-la-Montagne, club montagnard pur et dur tient la ville sous sa coupe, elle joue un rôle majeur dans la Terreur nantaise. Elle fut la pépinière des cadres terroristes ; les plus ardents des adhérents sont allés peupler le comité révolutionnaire, les tribunaux criminels, les administrations ; d'autres ont servi d'éclaireurs aux colonnes infernales ou ont servi de claque aux puissants du moment. La plupart des hommes de main, les simples exécutants employés par Jean-Baptiste Carrier ou le Comité ont fait partie de la société populaire Vincent-la-Montagne.